# Килнік (комуна, Алба)
Килнік (рум. Câlnic) — комуна у повіті Алба в Румунії. До складу комуни входять такі села (дані про населення за 2002 рік):
- Дял (425 осіб)
- Килнік (1328 осіб)

Комуна розташована на відстані 250 км на північний захід від Бухареста, 21 км на південь від Алба-Юлії, 99 км на південь від Клуж-Напоки.

## Населення
За даними перепису населення 2002 року у комуні проживали 3007 осіб.
Національний склад населення комуни:
| Національність | Кількість осіб | Відсоток |
| -------------- | -------------- | -------- |
| румуни         | 2584           | 85,9%    |
| цигани         | 409            | 13,6%    |
| угорці         | 8              | 0,3%     |
| німці          | 5              | 0,2%     |
| серби          | 1              | < 0,1%   |

Рідною мовою назвали:
| Мова      | Кількість осіб | Відсоток |
| --------- | -------------- | -------- |
| румунська | 2991           | 99,5%    |
| угорська  | 7              | 0,2%     |
| циганська | 5              | 0,2%     |
| німецька  | 3              | 0,1%     |
| сербська  | 1              | < 0,1%   |

Склад населення комуни за віросповіданням:
| Релігія                                       | Кількість осіб | Відсоток |
| --------------------------------------------- | -------------- | -------- |
| православні                                   | 2860           | 95,1%    |
| бретрени                                      | 73             | 2,4%     |
| п'ятдесятники                                 | 48             | 1,6%     |
| адвентисти                                    | 12             | 0,4%     |
| римо-католики                                 | 10             | 0,3%     |
| не релігійні                                  | 2              | 0,1%     |
| реформати                                     | 1              | < 0,1%   |
| лютерани (Синодально-пресвітеріанська церква) | 1              | < 0,1%   |

## Зовнішні посилання
- Дані про комуну Килнік на сайті Ghidul Primăriilor [Архівовано 16 Січня 2013 у Wayback Machine.]